# Blaise Matuidi
Blaise Matuidi (* 9. April 1987 in Toulouse) ist ein ehemaliger französischer Fußballspieler. Der defensive Mittelfeldspieler stand zuletzt seit August 2020 bei Inter Miami unter Vertrag und spielte für die französische Nationalmannschaft, mit der er 2018 Weltmeister wurde.

## Karriere

### Vereine
Matuidis Mutter ist angolanischer und sein Vater kongolesischer Herkunft. Seine Eltern waren von der Demokratischen Republik Kongo nach Frankreich gekommen, bevor er geboren wurde.
Er spielte in der Jugend für US Fontenay-sous-Bois, CO Vincennois und US Créteil. Ab der Saison 2004/05 spielte er für die ES Troyes AC, bei der er in seiner ersten Saison zu zwei Einsätzen in der Profimannschaft kam. Troyes schaffte in dieser Saison den Aufstieg in die Ligue 1, wo er ab der folgenden Spielzeit Stammspieler seiner Mannschaft war. Nachdem Troyes in der Saison 2006/07 aus der Ligue 1 abgestiegen ist, wechselte Matuidi zur AS Saint-Étienne, um weiter erstklassig zu spielen.
Im Juli 2011 wechselte Matuidi zum Ligakonkurrenten Paris Saint-Germain. Bei Paris wurde Matuidi dann zum Leistungsträger und Stammspieler. Ende 2015 wurde er von France Football als Frankreichs Fußballer des Jahres geehrt.
Im August 2017 wechselte Matuidi zu Juventus Turin in die italienische Serie A. Mit den Bianconeri gewann er drei Mal in Folge den Scudetto und einmal den Supercup.
Im August 2020 löste der 33-jährige Matuidi seinen Vertrag in Turin auf und wechselte anschließend in die Major League Soccer zum von David Beckham gegründeten Franchise Inter Miami. Beide hatten gemeinsam für PSG gespielt. Im Mai 2021 musste der Verein eine Strafe in Höhe von 2 Millionen Dollar zahlen, da er mit der Verpflichtung von Matuidi mehr als drei Designated Players (Spieler, die jenseits der Gehaltsobergrenze verdienen) im Kader hatte. Matuidi wurde später von Trainer Phil Neville für die gesamte Saison 2022 suspendiert. Am 23. Dezember 2022 gab er via Instagram sein Karriereende bekannt.

### Nationalmannschaft
Matuidi kam für mehrere französische Juniorennationalmannschaften zum Einsatz. Er absolvierte 19 Spiele für die französische U-21-Nationalmannschaft, konnte sich jedoch nicht für die U21-Europameisterschaft 2007 und die U-21-Europameisterschaft 2009 qualifizieren.
Am 7. September 2010 debütierte er in der französischen Nationalmannschaft, als er beim Spiel gegen Bosnien und Herzegowina eingewechselt wurde.
Bei der Fußball-Europameisterschaft 2016 in Frankreich wurde Matuidi als Stammspieler in das französische Aufgebot aufgenommen. In sechs der sieben Partien stand er in der ersten Elf, nur im dritten Gruppenspiel gegen die Schweiz wurde er geschont und erst später eingewechselt. Beim 5:2-Sieg über Island bereitete er den ersten Treffer seines Teams vor. Das Endspiel verlor seine Mannschaft mit 0:1 nach Verlängerung gegen Portugal.
Er nahm mit der Nationalmannschaft an der WM 2018 in Russland teil. Im Finale besiegten die Franzosen Kroatien mit 4:2; Matuidi wurde mit seinem Team Weltmeister.

## Erfolge
Nationalmannschaft
- Weltmeister: 2018
- Vize-Europameister: 2016

Paris Saint-Germain
- Französischer Meister: 2012/13, 2013/14, 2014/15, 2015/16
- Französischer Pokalsieger: 2014/15, 2015/16, 2016/17
- Französischer Ligapokalsieger: 2013/14, 2014/15, 2015/16, 2016/17
- Französischer Supercupsieger: 2013, 2014, 2015, 2016

Juventus Turin
- Italienischer Meister: 2017/18, 2018/19, 2019/20
- Italienischer Pokalsieger: 2017/18
- Italienischer Supercupsieger: 2018

### Auszeichnungen
- Frankreichs Fußballer des Jahres: 2015
- Knight of the Legion of Honour: 2018